# Fernschachpost
Fernschachpost war eine deutschsprachige Zeitschrift zum Thema Fernschach und zum Thema Schach allgemein. Sie wurde vom Deutschen Fernschachbund e. V. herausgegeben und erschien zunächst acht Mal, später sechs Mal im Jahr. Die Fernschachpost zählte zu den weltweit – bezogen auf das Fernschachspiel – bedeutendsten Schachzeitschriften.
Die Zeitschrift wurde mit Wirkung ab dem Jahr 2022 eingestellt, nachdem es in Folge von mehrmonatigen Verzögerungen von Ausgaben des Jahres 2021 bis in die Mitte des Jahres 2022 zu einem erheblichen Verlust von Abonnenten gekommen war. Als Ersatz für die nicht mehr wirtschaftliche Herausgabe in gedruckter Form wurde eine Weiterführung als ePaper beschlossen.

## Geschichte
Die Fernschachpost erschien seit Juli 2005, in den ersten Jahren wurde sie von einem privaten Verlag herausgegeben. Seit dem 1. Januar 2008 wurde sie vom Deutschen Fernschachbund e. V. ehrenamtlich geführt, erstellt und ausgeliefert.

## Inhalt
Der inhaltliche Schwerpunkt lag auf den nationalen Veranstaltungen des Deutschen Fernschachbundes e. V., berichtet wurde darüber hinaus über das internationale Fernschach in den Veranstaltungen des Weltfernschachbundes ICCF.
Zu den regelmäßigen Inhalten zählten im Einzelnen:
- Kommentierte Fernschachpartien
- Beiträge zur Eröffnungstheorie
- Spielerporträts
- Kombinationen aus Fernschachpartien mit Aufgaben
- Rezensionen über Schachbücher
- Berichte über Veranstaltungen
- Turnierausschreibungen
- Leserbriefe, Kleinanzeigen, Ergebnisdienst.

Der Preis für ein Jahresabonnement betrug zunächst 24,00 Euro, später 20 Euro. Sie umfasste jeweils zwischen 40 und 48 Seiten.

## Mitarbeiter
Jerzy Konikowski trug als freier Mitarbeiter die Beiträge zur Eröffnungstheorie bei. Alle weiteren Inhalte der Fernschachpost wurden von Beginn an bis 2016 von den ehrenamtlichen Funktionsträgern des Deutschen Fernschachbundes e. V. erstellt, vor allem vom PR-Manager Uwe Bekemann und vom Geschäftsführer Hans-Jürgen Isigkeit. Ab 2017 gab es verschiedene Wechsel in der Bearbeitungszuständigkeit.